# Hynek Albrecht
Hynek Albrecht (5. srpna 1874 Žižkov – 1933 Užhorod) byl český amatérský entomolog – lepidopterolog. Byl členem Československé společnosti entomologické od roku 1907. Působil dlouhá léta na území Slovenska.

## Biografie
Hynek Albrecht se narodil na Žižkově u Prahy. Po skončení škol působil jako strojvůdce c. k. státní dráhy. Později působil jako vrchní oficiál Československých státních drah. V roce 1924 působil na území Slovenska v Levicích, od roku 1925 v Bojnických lázních v okrese Prievidza. Hynek Albrecht zemřel asi v červenci 1933 na území Podkarpatské Rusi v Užhorodě.

## Entomologické aktivity
V entomologii se věnoval hlavně motýlům (Lepidoptera). Během svého působení v Čechách sbíral hmyz hlavně v jižních Čechách, především v okolí Veselí nad Lužnicí. V období svého působení na Slovensku dělal lepidopterologické sběry hlavně v okolí Levic a Prievidze. Některé své faunistické údaje shrnul v svých krátkých pracích, které zveřejňoval v Časopise Čs. společnosti entomologické.
Jeho sbírka motýlů (Lepidoptera) je od roku 1934 uložena v Národním muzeu v Praze.